# Eugene Parker (cestista)
Eugene E. Parker (Fort Wayne, 24 febbraio 1956 – Fort Wayne, 31 marzo 2016) è stato un cestista e procuratore sportivo statunitense.

## Carriera
Nel corso del suo ultimo anno in NCAA alla Università Purdue, è stato selezionato dalla nazionale statunitense per partecipare mondiali 1978, dove ha realizzato 119 punti in 10 partite, classificandosi 5º posto finale.
Successivamente è stato selezionato al 5º giro del Draft NBA 1978 dai San Antonio Spurs, ma non ha proseguito la carriera cestistica, divenendo poi uno dei primi e più influenti procuratori di football americano in NFL.